# كازوكي فوجيموتو
كازوكي فوجيموتو (باليابانية: 藤本 一輝) (مواليد 29 يوليو 1998) هو لاعب كرة قدم ياباني.

## وصلات خارجية
- كازوكي فوجيموتو على موقع رابطة كرة القدم اليابانية للمحترفين (اليابانية)
- كازوكي فوجيموتو على موقع قاعدة بيانات كرة القدم.إي يو (الإنجليزية)
- كازوكي فوجيموتو على موقع Soccerway.com (الإنجليزية)
- كازوكي فوجيموتو على موقع عالم كرة القدم.نت (الإنجليزية)